# اشطاري (سيدي بوعفيفا)
اشطاري هو دُوَّار يقع بجماعة آيت يوسف أو علي، إقليم الحسيمة، جهة طنجة تطوان الحسيمة في المملكة المغربية. ينتمي الدوّار لمشيخة سيدي بوعفيفا التي تضم 8 دواوير. يقدر عدد سكانه بـ 717 نسمة حسب الإحصاء الرسمي للسكان والسكنى لسنة 2004.

## روابط خارجية
- البوابة الوطنية للجماعات الترابية
- المندوبية السامية للتخطيط